# Abdij van Feuillant
De Abdij van Feuillant of Les Feuillants (Frans: Abbaye Notre-Dame de Feuillant; Latijn: Abbatia Beatae Mariae Fuliensis) is een voormalige cisterciënzerabdij in Labastide-Clermont in het Zuid-Franse departement Haute-Garonne. In 1577 startte Jean de La Barrière hier de hervorming waaruit de feuillantencongregatie ontstond. Daarna verviel het moederhuis tot de status van priorij. Tijdens de Franse Revolutie werd ze opgeheven. De meeste gebouwen zijn verdwenen, met als voornaamste uitzondering de 17e-eeuwse poortvleugel.

## Geschiedenis
De abdij werd in 1145 gesticht op verzoek van Bernard IV, graaf van Comminges. De oprichters waren monniken uit de abdij van Dalon, of misschien Géraud de Salles zelve. Daarmee behoorde Feuillant tot de efemere dalonitische congregatie. De naam komt van een plaatselijk toponiem, dat etymologisch verwijst naar de bosrijke locatie. In 1169 sloot Feuillant zich aan bij de cisterciënzerorde en plaatste het zich onder het gezag van de abdij van Crête in de Champagne. Bernard V van Comminges werd monnik in de abdij en is er overleden.
Naar het eind van de 15e eeuw werden de zeden losser en namen de monniken de Regel van Benedictus niet zo nauw meer. In 1539 viel de abdij onder het regime van de commende. Met Jean de La Barrière trad in 1562 een ongebruikelijke commendataire abt aan: niet alleen ging hij in de abdij wonen, hij koesterde ook grote spirituele ambities. Hij wenste de regel weer strikt te gaan naleven en ascetische praktijken te introduceren die zelfs verder gingen. De monniken verzetten zich ertegen met hand en tand, maar toen hij in 1577 tot regulier abt van Feuillant werd gezegend, kon hij zijn hervorming doordrukken. De tegenstanders namen hun biezen. Tegelijk trok zijn beweging veel nieuwe mensen aan uit het graafschap Comminges en de stad Toulouse, waar hij goede contacten had.
Hoewel de cisterciënzische hiërarchie aanvankelijk vrij positief had gestaan tegenover de ideeën van La Barrière, begon ze hem nu in te tomen en tegen te werken. Maar hij reisde onvermoeibaar en vond steun op hoge plaatsen. In 1587 trok hij op vraag van koning Hendrik III met een aantal monniken naar Parijs om daar een hervormde abdij te beginnen. Later dat jaar stond paus Clemens VIII de oprichting van een semi-autonome feuillantencongregatie toe (onderdeel van de cisterciënzers, maar met het recht nieuwe vestigingen te stichten). De definitieve verzelfstandiging vond plaats in 1592.
De nieuw opgerichte congregatie kende een kort maar aanzienlijk succes en verspreidde zich over Frankrijk en Italië. Daarentegen bleef Feuillant niet lang de hoofdabdij. Die rol ging naar de feuillantenabdij van Parijs. Feuillant zelf kreeg nog de relieken van hart en het hoofd van haar stichter-hervormer toegestuurd vanuit Rome. Ze werden elk jaar plechtig tentoongesteld op de dag van zijn dood. Desondanks werd Feuillant uiteindelijk een priorij van de feuillantenabdij van Toulouse.
In de 18e eeuw werd de abdij van de grond af herbouwd. In de nieuwe abdijkerk kwamen drie schilderijen van Antoine Rivalz. Tijdens de Franse Revolutie werd de abdij opgeheven en werden de gebouwen op 5 december 1791 verkocht als nationaal goed. De schilderijen van Rivalz werden toegewezen aan de Saint-Loupkerk van Labastide-Clermont, waar ze nog een tastbare herinnering aan de abdij vormen. De relieken konden uit handen van de revolutionairen worden gehouden en werden in 1810 ingemetseld in een pijler van de Saint-Serninbasiliek van Toulouse. De archieven van de abdij zijn in 1814 vernietigd. Van de abdij zelf zijn alleen enkele bakstenen bijgebouwen uit de 17e eeuw bewaard.

## Abten
- 1145-1157: Rainulphe I
- 1157-1167: Bernard I
- 1167-1174: Guillaume I
- 1174-1179: Raymond I
- 1179-1203: Thibaud I
- 1203-1205: Aymon I
- 1205-1206: Ogier I
- 1206-1209: Aymon II
- 1209-1210: Rainulphe II
- 1210-1211: Aymon III
- 1211-1212: Thibaud II
- 1212-1213: Martin de Saint-Félix
- 1213-1214: Aymon IV
- 1214-1216: Guillaume II
- 1216-1217: Raymond II
- 1217-1221: Arnaud I
- 1221-1222: Pierre I
- 1222-1225: Arnaud II
- 1225-1226: Albert
- 1226-1231: Ogier II
- 1231-1240: Alphonse
- 1240-1242: Arnaud III de Brantaléon
- 1242-1249: Matthieu I de Saint-Félix
- 1249-1250: Arnaud IV Garcie
- 1250-1252: Thibaud III
- 1252-1255: Guillaume III d’Aure
- 1255-1269: Ogier III
- 1269-1271: Arnaud V Garcie
- 1271-1272: Adhémar de Francon
- 1272-1273: Arnaud VI Garcie
- 1273-1275: Ogier IV
- 1275-1281: Jean I de Bologne
- 1281-1285: Bonhomme
- 1285-1324: Eudes de Casaux
- 1324-1339: Arnaud VII Guillaume de Villemomble
- 1339-1348: Guillaume IV Arnaud de Falgar
- 1348-1353: Raymond III Aton de Sès
- 1353-1355: Guy
- 1355-1368: Jean II de Falgar
- 1368-1400: Bernard II de Calmon
- 1400-1420: Jean III de Tornecy
- 1420-1428: Jean IV de Pequaymond
- 1428-1433: Jean V de Pognane
- 1433-1450: Jean VI de Pequaymond
- 1450-1455: Sanche de Lagousan
- 1455-1462: Jacques Clerc le Bourguignon
- 1462-1493: Arnaud VIII de Calvière de Saint-Césaire
- 1493-1499: Jean VII de Morar
- 1499-1505: Guillaume V de Bonneval
- 1505-1516: Pierre II de Trilhe
- 1516-1522: Pierre III de Caupène
- 1522-1527: Jean VIII Bernard
- 1527-1539: Bernard III de Labadie
- 1539-1550: Bernard IV d'Ornessan (in commendam)
- 1550-1562: Charles I de Crussol d'Uzès (in commendam)
- 1562-1600: Jean IX de La Barrière (in commendam tot 1577)
- 1600-1610: Jean X de Vallades
- 1610-1611: Marc-Antoine Monier
- 1611-1614: Jean XI de Saint-Malachie
- 1614-1620: Jean XII de Saint-Guilhem
- 1620-1625: Charles II de Sainte-Marie
- 1625-1628: Matthieu II de Saint-Gérard
- 1628-1634: Charles III Vialart
- 1634-1637: Charles IV Lausan
- 1637-1643: Charles III Vialart
- 1643-1649: Matthieu III Maillos
- 1649-1654: Arnaud IX Trapier
- 1654-1660: Matthieu III Maillos
- 1660-1666: Arnaud X Boc
- 1666-1672: Cosme Roger
- 1672-1678: Pierre IV Roger
- 1678-1681: Jean XIII David Toutsens
- 1681-1687: Jean-Baptiste I Pradillon
- 1687-1689: Antoine Frémicour
- 1689-1699: Jean XIV Briard
- 1699-1702: Jean-Baptiste II Pradillon
- 1702-1705: Nicolas de Sainte-Scholastique
- 1705-1711: Jean XV Granier
- 1711-1767: Louis Palarin
- 1767-1791: Blaise Donat

## Voetnoten
1. ↑  Jean de la Barrière, Biographia Cisterciensis (bezocht 4 augustus 2025)
2. ↑  Anne Bondéelle-Souchier, Bibliothèques cisterciennes dans la France médiévale. Répertoire des abbayes d'hommes, Aubervilliers, Institut de Recherche et d'Histoire des Textes, 1991, p. 98